# Виноградна вулиця (Київ)
Виногра́дна ву́лиця — вулиця у Солом'янському районі міста Києва, селище Жуляни. Пролягає від вулиці Ганни Арендт до кінця забудови.

## Історія
Виникла на початку 2010-х років. Сучасна назва — з 2015 року.